# Dědovščina
Dědovščina (rusky: дедовщи́на; tj. vláda mazáků) je neformální praxe zasvěcování (buzerování) nováčků do vojenského drilu a jejich neustálého šikanování během služby. Dříve se vyskytovala v sovětských ozbrojených silách, dnes v ruských ozbrojených silách, ve vnitřních vojskách a (v mnohem menším rozsahu) u služby pohraniční stráže Ruska (spadající pod FSB), stejně jako v armádách některých postsovětských republik. Označuje týrání mladších branců jak staršími odvedenci, sloužícími poslední rok povinné vojenské služby, tak i poddůstojníky a důstojníky.
Dědovščina zahrnuje celou řadu nedůstojných či ponižujících aktivit, k jejichž provádění jsou řadoví vojáci přinuceni: od plnění nepříjemných úkolů pro nadřízené, až po násilné a někdy i smrtelné fyzické násilí a psychické týrání. To pak často přechází v extrémně zvrhlou formu šikany nebo dokonce mučení, včetně sexuálního obtěžování a znásilňování. Mnoho vojáků si kvůli tomu nese po odchodu z armády celoživotní zdravotní i duševní následky. Proto bývá dědovščina mnohdy označována bývalým vojenským personálem za hlavní příčinu mizerné morálky v armádě.
Mezi nejčastější zdůvodnění používání zmíněného fyzického násilí nebo psychického týrání patří to, aby se „bažanti“ naučili vykonávat určité neoblíbené povinnosti a osvojili si disciplínu i respekt k autoritám. Šikana tak ve skutečnosti v mnoha případech není primárním cílem. Služebně starší odvedenci totiž zneužívají své podřízené, aby si zajistili lepší životní podmínky a násilnosti vznikají ve chvílích, kdy nováčci odmítnou „dodržovat tradice“. Právě to vede k vážným zraněním vojáků, v horších případech i k jejich smrti.

## Etymologie
Pojem je odvozen od slova „děd“ (дед, v ruštině „děda, dědeček, stařešina“). V ruském vojenském slangu se tím myslí „mazáci“. Spadají sem vojáci s odslouženým třetím rokem (nebo čtvrtým rokem, jenž se nazývá „dembel“ (дембель či „DMB“ (ДМБ): poslední půlrok povinné vojenské služby, původem z vulgarizace slova „demobilizace“ (демобилизация demobilizacija). Tohle slovo vojáci chybně používají k popisu vystoupení z armády. Po připojení přípony - – vščina nově vytvořené slovo značí režim, způsob vlády (pro srovnání: Ježovščina, Ždanovščina). Volný překlad dědovščiny zní „vláda mazáků.“ Tento neoficiální systém se odvíjí od služebního stáří jednotlivých vojáků, většinou však v rozporu s oficiálními nařízeními a zákony. Výhody z něj ovšem využívají pouze branci povýšení do různých poddůstojnických hodností, počínaje svobodníkem až po seržanta.

## Vznik
Vznik tohoto problému je přisuzován převážně změnám v systému všeobecné branné povinnosti, které byly schváleny zákonem dne 12. října 1967. To způsobilo, že v armádě byly přítomny dvě různé skupiny branců, z nichž někteří narukovali na tříletou službu a jiní pouze na dvouletou. V průběhu téhož roku začaly být do armády přijímány osoby s kriminální minulostí. Hlavním důvodem pro tento krok bylo zmírnění demografické krize, jež nastala po druhé světové válce kvůli nedostatku bojeschopných mužů. Zatímco útisk ze strany starších vojáků se v armádě vyskytoval i předtím, po schválení onoho zákona a se zavedením systému čtyř tříd (tvořeným dvěma výše zmíněnými typy služby, kdy se odvádělo dvakrát ročně) se stal častějším a tudíž propracovanějším. Postupně si vojáci v rámci dědovščiny vytvořili vlastní pravidla a rituály.

## Současná situace
Mnoho mladých mužů každoročně na následky šikany zemře, spáchají kvůli ní sebevraždu nebo po tisících dezertují od svých jednotek. Americký deník The New York Times uvedl, že v roce 2006 měla dědovščina na svědomí životy nejméně 292 ruských vojáků (ačkoli ruská generalita prohlašuje, že přímo na šikanu zemřelo „jen“ 16 vojáků a že ostatní spáchali sebevraždu). Právě obava z tvrdé a všudypřítomné šikany je hlavním důvodem, proč se nemálo mladých Rusů snaží vyhnout vojenské službě. Někteří rodiče dokonce falšují svým synům lékařské záznamy, aby ze zdravotních důvodů nemohli na vojnu nastoupit. Britský deník The Times dále píše: „4. srpna oznámil vrchní vojenský prokurátor, že v letošním roce (2006) bylo zaznamenáno 3500 případů zneužívání, zatímco v roce 2005 se jednalo o 2798 případů“. BBC mezitím tvrdí, že v roce 2007 spáchalo sebevraždu 341 vojáků, což je o 15 % méně než v předchozím roce.
O ochranu práv mladých vojáků se stará Svaz výborů matek vojáků Ruské federace.
V roce 2012 byl v Čeljabinské oblasti k smrti umučen svými spolubojovníky rekrut Ruslan Aiderkhanov. Proti domnělým pachatelům byl ochoten vypovídat jediný přímý svědek události, Danil Chalkin. Ten byl později zastřelen na vojenské základně, kde sloužil. Z jeho vraždy byl později obviněn a zatčen námezdní voják Alikbek Musabekov.

## Vládní opatření
Celkově je přístup Ruské federace k zastavení dědovščiny velmi vlažný a v jejím potlačování se až na výjimky moc neangažuje. V roce 2003 náměstek ministra obrany V. Isakov existenci šikany popřel. Úmrtí vojáků svedl na odepírání stravy a nedostatečnou výživu. Ruské ministerstvo obrany v reportáži televize Russia Today (RT) uvedlo dva důvody výskytu šikany: velký počet rekrutů a pochybení jednotlivých velitelů.
Od roku 2005 zveřejňuje ruské ministerstvo obrany pravidelné měsíční statistiky incidentů a zločinů, zahrnujících i úmrtí.
Rusko rovněž poupravilo některá nařízení z roku 1967. Nejpozoruhodnějším z nich je, že ruská armáda přestala přijímat do svých řad zločince.
V letech 2007/08 byla doba povinné vojenské služby zkrácena ze dvou let na jeden rok. Dědovščina tedy většinou nastane, když mazáci, sloužící druhým rokem, zneužívají nováčky v prvním roce služby. Právě tohle opatření má šikanu částečně omezit.

## Dědovščina v populární kultuře
Navzdory popírání existence dědovčšiny ruskou armádou i vládou o ní vzniklo několik filmů. Není bez zajímavosti, že se armáda do jejich produkce nezapojila. Níže následuje přehled vybraných snímků:
- Делай – раз! – 1990
- Караул – 1990
- Афганский излом – 1990
- Сто дней до приказа – 1990
- Кислородный голод – 1992
- Зеленый слоник – 1999
- Demobbed – ДМБ – 2000
- 9. rota – 9 -я рота – 2005
- The Search – 2014

Také v románu Hon na ponorku Tom Clancy píše, že sovětský námořní kapitán Marko Ramius ostře nesouhlasil s praktikováním dědovščiny na palubě jeho ponorky. Označil ji za „podřadný terorismus.“